# 빗속의 연인들
"빗속의 연인들"(Lovers In The Rain)는 한국에서 제작된 조문진 감독의 1976년 드라마, 멜로/로맨스 영화이다. 최민희 등이 주연으로 출연하였고 박종찬 등이 제작에 참여하였다.

## 출연

### 주연
- 최민희
- 김추련
- 태현실
- 이향
- 정규영
- 윤영

## 기타
- 제작부장: 문창호
- 제작부장: 이준호
- 조명: 장기종
- 조연출: 이강윤
- 음향: 김병수
- 음향: 손효신
- 미술: 김유진